# Anomiopus tuberifrons
Anomiopus tuberifrons är en skalbaggsart som beskrevs av Canhedo 2004. Anomiopus tuberifrons ingår i släktet Anomiopus och familjen bladhorningar. Inga underarter finns listade i Catalogue of Life.